# Jaakko Seikkula
Jaakko Seikkula (né en 1953) est un psychologue clinicien finlandais et professeur émérite à l'Université de Jyväskylä.

## Carrière
Le sujet de sa thèse de doctorat en psychologie, soutenue en 1991 et portant sur la psychothérapie familiale, explore les dynamiques des frontières entre la famille et l'hôpital au sein du réseau social du patient (en finnois : Perheen ja sairaalan rajasysteemi potilaan sosiaalisessa verkostossa),.  
Seikkula exerce pendant de nombreuses années en tant que psychologue à l'hôpital Keroputa de Tornio. Depuis 1998, il est assistant principal au Département de psychologie de l'Université de Jyväskylä. Il occupe également des postes de professeur en psychiatrie sociale à l'Université de Tromsø et en psychologie à l'Université de Laponie. En outre, Seikkula est un formateur chevronné en thérapie familiale, tant en Finlande qu'à l'international.
Seikkula conçoit et met en œuvre le modèle de soins en dialogue ouvert, pour le traitement de la schizophrénie. Ses publications et guides sur ce sujet sont traduits dans plusieurs langues.

## Publications
- Tom Erik Arnkil, Jaakko Seikkula, "Ils nous ont écoutés !" : dialogues dans de nombreuses relations (en finnois : "Nehän kuunteli meitä!": dialogeja monissa suhteissa), Institut de la santé et du bien-être social, 2014
- Jaakko Seikkula, Le dialogue améliore-t-il les choses ? Mais pourquoi ? (en finnois : Dialogi parantaa - mutta miksi?) Kuva et Mieli Oy, 2022

### Livres
- Seikkula, J. (1994). Réseaux sociaux : Une ressource pour les professionnels de l'aide en période de crise (en finnois : Sosiaaliset verkostot: Ammattiauttajan voimavara kriiseissä). Helsinki : Kirjayhtymä.
- Seikkula, J. (1996). Conversations ouvertes. Du monologue au dialogue vivant dans le réseau social (en sudéois : Öppna samtal. Från monolog till levande dialog i sociala nätverket). Stockholm : Mareld.
- Haarakangas, K. & Seikkula, J. (Eds.) (1999). Psychose – une nouvelle pratique de traitement (en finnois : Psykoosi – uuteen hoitokäytäntöön). Helsinki : Kirjayhtymä.
- Seikkula, J. (2000). Dialogue ouvert (en norvégien : Åpne samtaler) Oslo : Tano Aschehoug.
- Rinne, R. & Seikkula, J. (Eds.) (2001). Et soudain, une nouvelle ère (en finnois : Ja äkisti uusi aikakausi). Jyväskylä : Gummerus.
- Sidorov, P. & Seikkula, J. (Eds.) (2003). Conversations ouvertes entre l'Est et l'Ouest (en anglais : Open talks between east – west). Arkhangelsk : AGMA Publications.
- Seikkula, J. & Arnkil, T. (2005). Travail de réseau dialogique (en finnois : Dialoginen verkostotyö). Helsinki : Tammi.
- Seikkula, J. & Arnkil, T. (2005). Réseaux sociaux en dialogue (en suédois : Sociala nätverk i dialog). Stockholm : Mareld.
- Seikkula, J. & Arnkil, T. (2006). Réunions dialogiques au sein des réseaux sociaux (en anglais : Dialogical meetings in social networks). Londres : Karnac Books.
- Eliassen, H. & Seikkula, J. (Eds.) (2006). Processus réflexifs en pratique. Conversations avec les clients, accompagnement, consultation et recherche (en norvégien : Reflekterande prosesser i praksis. Klientsamtaler, veiledning, konsultasjon og forskning). Oslo : Universitetsforlaget.
- Seikkula, J. & Arnkil, T. (2007). Dialogue en réseau : Nouvelles conceptions de conseil venues de Scandinavie (en allemand : Dialoge im Netzwerk: Neue Beratungskonzepte aus Skandinavien). Neumünster : Paranus Verlag.
- Seikkula, J. & Arnkil, T. (2007). Dialogues en réseau (en norvégien : Netverksdialoger). Oslo : Universitetsforlaget.
- Seikkula, J. & Arnkil, T. (2008). Réseaux sociaux et dialogue (en dannois : Sociale netværk i dialog). Copenhague : Akademisk forlag.
- Seikkula, J. (2008). Dialogue ouvert et travail de réseau (en dannois : Åbne samtaler og netværksarbejde). Copenhague : Hans Reitzels forlag.